# KY Большого Пса
KY Большого Пса (лат. KY Canis Majoris) — одиночная переменная звезда в созвездии Большого Пса на расстоянии приблизительно 6072 световых лет (около 1862 парсеков) от Солнца. Видимая звёздная величина звезды — от +11,2m до +10,3m.

## Характеристики
KY Большого Пса — красная углеродная пульсирующая полуправильная переменная звезда типа SRB (SRB) спектрального класса C.